# Raymond 6. af Toulouse
Raymond VI af Toulouse (født 27. oktober 1156, død 2. august 1222) var greve af Toulouse i Frankrig fra 1194 og til sin død i 1222. Han var søn af Raymond V og Constance af Frankrig. Morens forældre var Ludvig 6. af Frankrig og hans anden kone Adelaide af Savoyen. En af onklerne på moderens side var Ludvig 7. af Frankrig. Da Raymond VI overtog grevskabet efter sin far i 1194, sluttede han umiddelbart fred med Alfonso 2. af Aragonien og Trencavel, vicomte af Béziers, Albi, Carcassonne og Razès.